# La terminal (película de 2004)
La terminal (título original The Terminal) es una película de drama con toques de comedia, dirigida por Steven Spielberg y protagonizada por Tom Hanks, Catherine Zeta-Jones, Chi McBride, Stanley Tucci y Diego Luna.
La película está basada en la historia real de Mehran Karimi Nasseri, un refugiado iraní que vivió en el Aeropuerto de París-Charles de Gaulle entre 1988 y 2006. Anteriormente a Spielberg, el director francés Philippe Lioret ya había adaptado al cine su historia en la película En tránsito (1993) (título original: Tombés du ciel) (1993).
Tras terminar Atrápame si puedes, Spielberg decidió dirigir La terminal porque quería hacer una película "que nos hiciera reír y llorar y sentirnos bien con el mundo". Como ningún aeropuerto adecuado estaba dispuesto a ceder sus instalaciones, se construyó todo un plató de rodaje dentro de un gran hangar en el Aeropuerto Regional de Los Ángeles/Palmdale, y la mayoría de las tomas exteriores de la película se hicieron desde el Aeropuerto Internacional de Montreal-Mirabel.
La película se estrenó en Norteamérica el 18 de junio de 2004 con críticas generalmente positivas y fue un éxito comercial, con una recaudación de 219 millones de dólares en todo el mundo.

## Argumento
Viktor Navorski (Tom Hanks) llega al Aeropuerto Internacional John F. Kennedy, pero le es negado el acceso, por lo que no se le permite entrar a los Estados Unidos. En el trayecto del vuelo en el que él se dirigía a los EE. UU., se inició un golpe de Estado en su país de origen, Krakozhia (país europeo ficticio inspirado en la Unión Soviética). Debido a esa guerra civil, los Estados Unidos dejaron de reconocer a Krakozhia como una nación soberana, entonces le niegan la entrada de Víktor a los EE. UU. sobre la base de que Víktor técnicamente no tiene la ciudadanía y no puede salir del aeropuerto, pero tampoco puede regresar a Krakozhia, Viktor ahora tiene que vivir en la terminal en la sección 67. 
Viktor rápidamente se hace amigo de los empleados de la terminal, mientras que está bajo la atenta mirada de Aduanas y de la policía de Protección Fronteriza (CBP, de las siglas en inglés) y el Jefe Frank Dixon (Stanley Tucci), que quiere a Navorski fuera del aeropuerto. En un principio Dixon intenta privarlo de alimentos como un método de tratar de obtener el arresto de Viktor, haciéndole cometer algún delito. Navorski asume la tarea de recuperar los carros vacantes, recuperando los 25 centavos que la máquina otorga al devolverlo. Utiliza este dinero para comprar comida de Burger King, al principio todo iba bien para él, pero Dixon lo vuelve a fastidiar nombrando a un recogedor de carros en su lugar. Luego de esto Viktor entabla amistad con un empleado de una empresa de comidas del aeropuerto llamado Enrique Cruz (Diego Luna), quien le pide que se ocupe de conseguir información sobre una mujer que trabaja como oficial de Aduanas y de Protección Fronteriza llamada Dolores (Zoe Saldaña) para él, a cambio de darle toda la comida que quiera. Con la ayuda de Viktor, Enrique y Dolores finalmente se casan. Viktor conoce a la azafata Amelia Warren (Catherine Zeta-Jones), quien lo invita a salir a cenar, y trata de ganar dinero con el fin de pedir a Amelia que se case con él. Viktor intenta conseguir trabajo en los comercios del aeropuerto, pero ninguno lo quiere contratar. Esa noche, completamente desanimado mientras se dirigía a su "casa" en la sección 67, por simple curiosidad Viktor encuentra una pared en construcción y se queda trabajando toda la noche en ella, hasta que al día siguiente es descubierto por los obreros de dicha construcción, el arquitecto queda impresionado con el trabajo de Viktor y decide contratarlo. Finalmente Viktor consigue trabajo como obrero de construcción del aeropuerto, en donde gana 19 dólares por hora. 
Un día se le pide a Viktor que interprete y traduzca a un hombre ruso desesperado porque le confiscaron las drogas indocumentadas para su padre enfermo. Viktor alega que es "medicina para la cabra" ("medicina para el gato" en Hispanoamérica), ya que la restricción a la droga no se aplica para casos veterinarios, logrando la resolución de la crisis ya que nadie puede discutirle el tema por desconocer el idioma. Bajo la presión y la atenta mirada del comité del aeropuerto, que es la evaluación de Dixon para la próxima promoción, Dixon tiene un enfrentamiento con Viktor. A pesar de que se le aconseja a Dixon que a veces las normas deben ser ignoradas, este se obsesiona con intentar que Viktor sea sacado del aeropuerto. Un portero del aeropuerto Gupta Rajan (Kumar Pallana), exagera relatando el incidente de la "cabra" y Viktor gana el respeto y la admiración de todo el personal del aeropuerto.
Con la ayuda de sus amigos de la terminal, Viktor logra tener una velada espectacular con Amelia y es cuando Viktor le explica a que el propósito de su visita a Nueva York es recoger un autógrafo del saxofonista tenor Benny Golson. Su difunto padre era un gran fanático del jazz que había descubierto una famosa fotografía (A Great Day in Harlem de Art Kane) en un periódico húngaro 1958 y se comprometió a conseguir un autógrafo de todos los 57 músicos de jazz que figuran en la fotografía, de hecho, el autógrafo de Benny Golson es el único que le faltaba. 
Un año después, la guerra en Krakozhia termina, pero Dixon sigue sin permitirle a Víctor entrar a los Estados Unidos. Amelia revela que ella había pedido a su "amigo", que en realidad es un funcionario del gobierno con quien había tenido una aventura amorosa, una visa de acceso por un día para ayudar a Víctor en la obtención de un permiso para que pueda entrar a los EE. UU., pero Víctor queda decepcionado al enterarse de que Amelia ha renovado su relación con el hombre durante este proceso. 
Para empeorar las cosas, Dixon tiene que firmar el formulario de la concesión de Viktor para darle el derecho a entrar a los Estados Unidos, pero se niega. Víktor es chantajeado por Dixon para que vuelva a Krakozhia o de lo contrario él deportara a Gupta a su país natal y despedir a Enrique por dejar entrar a vagabundos a la cocina del aeropuerto y darles comida, la India, en donde es buscado por agredir a un policía corrupto y apuñalarlo. Al oír esto, Víktor accede a irse de la terminal con la condición que dejen a sus amigos en paz, pero mientras camina escoltado por los pasillos hacia a su vuelo, Gupta inmediatamente le reprocha a Viktor el hecho de que se diera por vencido tan fácilmente y estando tan cerca de lograr su objetivo, donde también le menciona en tono de molestia que se largue, sin embargo y por medio de uno de los agentes, el mismo Gupta finalmente se entera de lo que Dixon tramaba. 
Al estar al tanto del plan de Dixon, rápidamente Gupta decide salir de la terminal hacia la pista y se para en frente del avión de Viktor y exhorta a Viktor a continuar, diciendo: "Sigue tu lucha" y le argumenta que al fin se va de vuelta a casa. El vuelo de Krakozhia se retrasa hasta nuevo aviso, dando a Víktor tiempo suficiente para ir a la ciudad y obtener el autógrafo y luego regresar. Con la bendición de todo el personal del aeropuerto, Víktor sale del aeropuerto después de recibir un abrigo y un uniforme del asistente director del Puerto de Aduanas y Protección Fronteriza de EE. UU., luego Viktor llama a un taxi.
Dixon, quien está viendo salir a Viktor del aeropuerto, decide no perseguirlo y admite que hay cosas más importantes en el aeropuerto que atender y como Viktor se prepara para tomar el taxi y se dirige hacia el hotel Ramada Inn, donde Benny Golson está realizando un concierto de jazz, al salir del aeropuerto observa a Amelia salir de un taxi, donde ella le da una sonrisa nostálgica. Viktor tiene una breve conversación con el taxista, diciéndole cómo evitar el tráfico en el camino hacia el hotel y que él es de Krakozhia. El conductor responde a Viktor que él es de Albania y llegó a principios de esa semana. Viktor asiste a la exposición y recoge de Benny Golson el último autógrafo que le faltaba para completar la colección. Posteriormente, Viktor vuelve llamar a un taxi, en donde el conductor le dice a Viktor que a donde quiere ir y este le responde al conductor diciendo: "Ahora, voy a casa".

## Producción

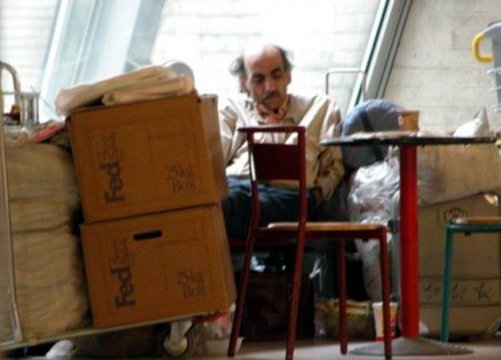
La película se inspiró en Mehran Karimi Nasseri, un refugiado iraní que vivió en el aeropuerto Charles de Gaulle de París desde 1988 hasta 2006.

La idea de la película puede tener su origen en la historia de Mehran Karimi Nasseri, también conocido como Sir Alfred, un refugiado iraní que vivió en la Terminal Uno del aeropuerto Charles de Gaulle de París desde 1988 hasta 2006. En septiembre de 2003, The New York Times señaló que Spielberg había comprado los derechos de la historia de Nasseri como base para la película; y en septiembre de 2004, The Guardian señaló que Nasseri había recibido miles de dólares de los cineastas. Sin embargo, ninguno de los materiales publicitarios del estudio menciona la historia de Nasseri como inspiración para la película, y el argumento no tiene ningún parecido con las experiencias de Nasseri. La película francesa Lost in Transit (1993) ya se basaba en la misma historia. Al decidir hacer la película, Steven Spielberg declaró que después de dirigir Atrápame si puedes, "quería hacer otra película que nos hiciera reír y llorar y sentirnos bien con el mundo..... Éste es un momento en el que necesitamos sonreír más y se supone que las películas de Hollywood deben hacer eso por la gente en tiempos difíciles".

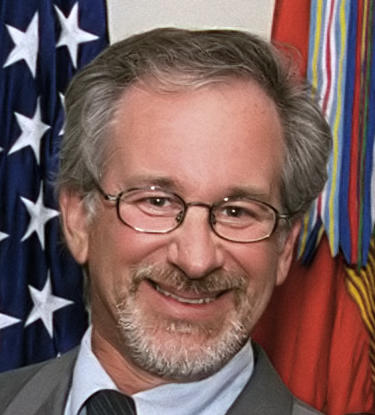
Steven Spielberg fue quién dirigió la película para hacer reír y llorar y sentir bien con el mundo.

Spielberg viajó por todo el mundo para encontrar un aeropuerto real que le permitiera rodar durante toda la producción, pero no lo encontró. El decorado de la Terminal se construyó en un enorme hangar del Aeropuerto Regional de Los Ángeles/Palmdale. El hangar, parte del complejo de la Planta 42 de las Fuerzas Aéreas de EE. UU., se utilizó para construir el bombardero B-1B de Rockwell International. El conjunto se construyó siguiendo todos los códigos de construcción antisísmica y se basó en el aeropuerto de Düsseldorf. La forma de la terminal real y del plató visto de lado es una sección transversal de un ala de avión. Debido a este diseño, la película fue una de las primeras en utilizar la Spidercam para la producción cinematográfica. La cámara, utilizada sobre todo para deportes televisados, permitió a Spielberg crear planos amplios en el plató. El diseño del decorado de La terminal, como señaló Roger Ebert en sus críticas y atestiguó el propio Spielberg en un artículo de la revista Empire, se inspiró en gran medida en el clásico de Jacques Tati PlayTime[cita requerida].

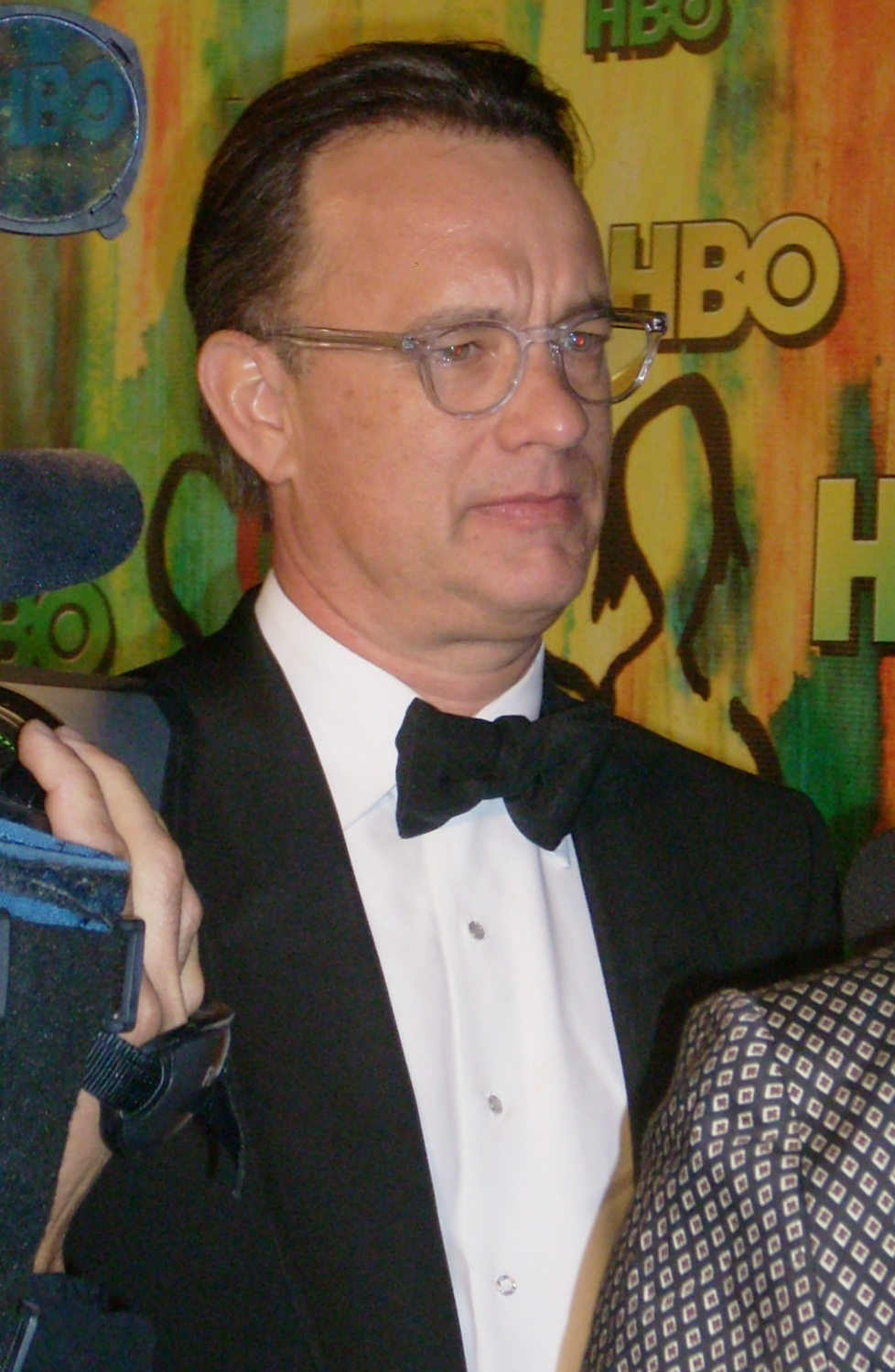
Tom Hanks fue quién interpretó a Viktor Navorski, inspirado en el refugiado iraní Mehran Karimi Nasseri.

Tom Hanks basó su caracterización de Viktor Navorski en su suegro Allan Wilson, un inmigrante búlgaro, que según Hanks puede hablar "ruso, turco, polaco, griego, un poco de italiano, un poco de francés", además de su búlgaro nativo. Hanks también contó con la ayuda de un traductor de búlgaro.

## Reparto y doblaje
| Actor                | Personaje                    | Actor de doblaje (Hispanoamérica) | Actor de doblaje (España) |
| -------------------- | ---------------------------- | --------------------------------- | ------------------------- |
| Tom Hanks            | Viktor Navorski              | Humberto Solórzano                | Jordi Brau                |
| Catherine Zeta-Jones | Amelia Warren                | Rebeca Patiño                     | Mercedes Montalá          |
| Stanley Tucci        | Frank Dixon                  | Pedro D'Aguillón Jr.              | Pep Antón Muñoz           |
| Barry Shabaka Henley | Thurman                      | Mario Sauret                      | Josep Maria Ullod         |
| Diego Luna           | Enrique Cruz                 | Luis Daniel Ramírez               | Pablo Sevilla             |
| Zoe Saldaña          | Agente Dolores Torres        | Vanessa Acosta                    | Cristina Mauri            |
| Kumar Pallana        | Gupta Rajan                  | Jaime Vega                        | Santiago Cortés           |
| Chi McBride          | Joe Mulroy                   | Rubén Cerda                       | Rafael Calvo              |
| Dan Finnerty         | Cliff                        | José Antonio Macías               | José Javier Serrano       |
| Eddie Jones          | Salchak                      | Francisco Colmenero               | Arsenio Corsellas         |
| Corey Reynolds       | Waylin                       | Jorge García                      | Xavier Fernández          |
| Jude Ciccolella      | Karl Inverson (jefe de obra) | Alejandro Illescas                | Ricky Coello              |
| Mel Rodríguez        | hombre en el casting         | -                                 | -                         |